# Vieux-Vy-sur-Couesnon
Vieux-Vy-sur-Couesnon település Franciaországban, Ille-et-Vilaine megyében. Lakosainak száma 1280 fő (2022. január 1.). Vieux-Vy-sur-Couesnon Chauvigné, Gahard, Mézières-sur-Couesnon, Romazy, Saint-Christophe-de-Valains, Saint-Ouen-des-Alleux és Sens-de-Bretagne községekkel határos.

## Népesség
A település népessége az elmúlt években az alábbi módon változott:
| Lakosok száma | 941  | 835  | 863  | 1043 | 1131 | 1171 | 1216 | 1245 | 1267 | 1280 |
|               | 1968 | 1982 | 1990 | 2006 | 2013 | 2015 | 2017 | 2019 | 2020 | 2022 |